# Abludomelita gladiosa
Abludomelita gladiosa är en kräftdjursart som först beskrevs av Charles Spence Bate 1862.  Abludomelita gladiosa ingår i släktet Abludomelita och familjen Melitidae. Inga underarter finns listade i Catalogue of Life.